# Ulysse Trélat (1828-1890)
Ulysse Trélat, né le 13 août 1828 à Paris où il meurt le 28 mars 1890, est un professeur de médecine, chirurgien des hôpitaux de Paris, et président de l'Académie de médecine en 1886.

## Biographie

### Famille
Il est le fils d'Ulysse Trélat (1795-1879) et de Marie Jeanne Louise Potin. En 1857, il épouse Anne Marie Renée Molinos, dont il aura deux enfants.

### Études et carrière
Bachelier en 1844, il est externe des hôpitaux en 1847 et interne de 1849 à 1852. Il est reçu docteur en 1854, et obtient son agrégation de chirurgie en 1857.
Il donne des cours et des conférences dans différents hôpitaux de Paris où il est nommé chirurgien en chef : Saint-Antoine, Saint-Louis, La Pitié, La Charité, Necker.
De 1865 à 1869, il donne aussi des cours à l'Association philotechnique, et à l'École centrale d'Architecture (cours d'hygiène appliquée à l'architecture).
En 1870-1871, il est chirurgien en chef de la 5e ambulance de la Société de secours aux blessés militaires (future composante de la Croix-Rouge française).
En 1872, il est titulaire de la deuxième chaire de pathologie externe, en remplacement d'Aristide Verneuil ; en 1880 de la deuxième chaire de clinique chirurgicale, en remplacement de Paul Broca ; en 1884 de la troisième chaire de clinique chirurgicale, en remplacement de Léon Gosselin.
Ulysse Trélat est inhumé le 31 mars 1890 au cimetière de Montmartre (division 23).

## Publications
Sa thèse de doctorat porte sur Des fractures de l'extrémité inférieure du fémur (1854) et sa thèse d'agrégation sur De la nécrose causée par le phosphore (1857).
Il est l'auteur de Clinique chirurgicale, Baillière, 1895, en deux volumes ; de nombreux articles parus dans les Archives générales de médecine, la Gazette hebdomadaire de médecine et de chirurgie, le Progrès médical, et un collaborateur du Dictionnaire encyclopédique des sciences médicales.

## Distinctions
- Membre de l'Académie de médecine (1874), président en 1886.
- Commandeur de la Légion d'honneur (1889)[4].

Il est membre de la Société anatomique (vice-président en 1857), de la Société anthropologique (secrétaire en 1861), de la Société de chirurgie (vice-président en 1872).
Il est aussi membre du Comité consultatif de l'enseignement public, médecin-chirurgien du Conseil d'État, et chirurgien consultant des Maisons d'éducation de la Légion d'honneur.

## Art
- Le portrait d'Ulysse Trélat sur plaque en bronze, réalisé par le sculpteur Jules Chaplain en 1893, est conservé au musée d'Orsay[5].

## Éponymie
Le signe de Leser-Trélat porte son nom.